# دهستان سیاهکلرود

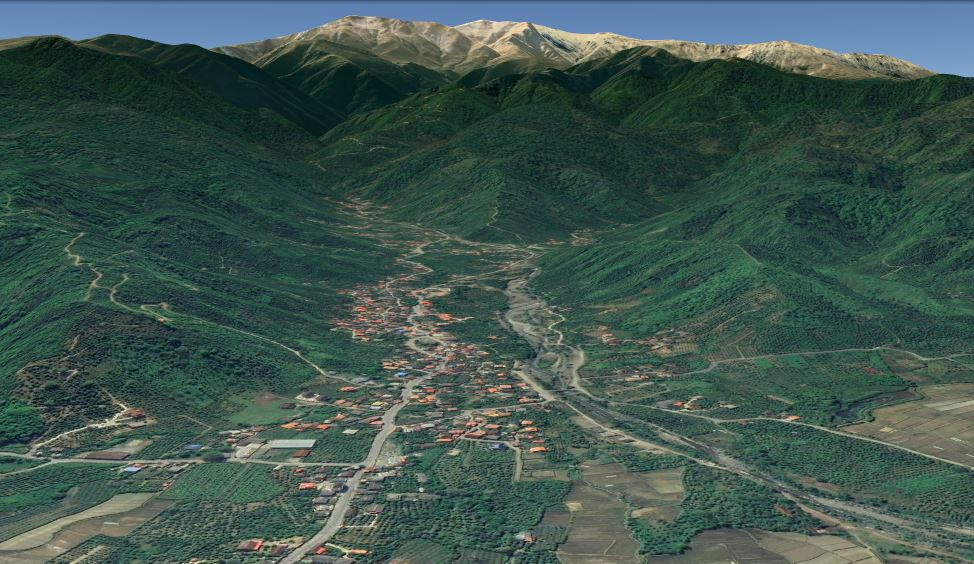
دهستان سیاهکلرود در امتداد جلگه تا کوهپایه

دهستان سیاهکلرود نام دهستانی در بخش چابکسر شهرستان رودسر، در شرق استان گیلان در ایران است. براساس سرشماری مرکز آمار ایران در سال ۱۳۸۵، جمعیت آن ۵۹۸۶ نفر با ۱۸۵۴ خانوار بوده‌است.